# 尾上松之助
尾上松之助（おのえ まつのすけ；1875年9月12日—1926年9月11日）是一位日本電影演員，一生主演過超過1000部電影，被認為是日本首位電影巨星。

## 外部連結
- Matsunosuke Onoe在互联网电影资料库（IMDb）上的資料（英文）